# الشبيكة (القيروان)

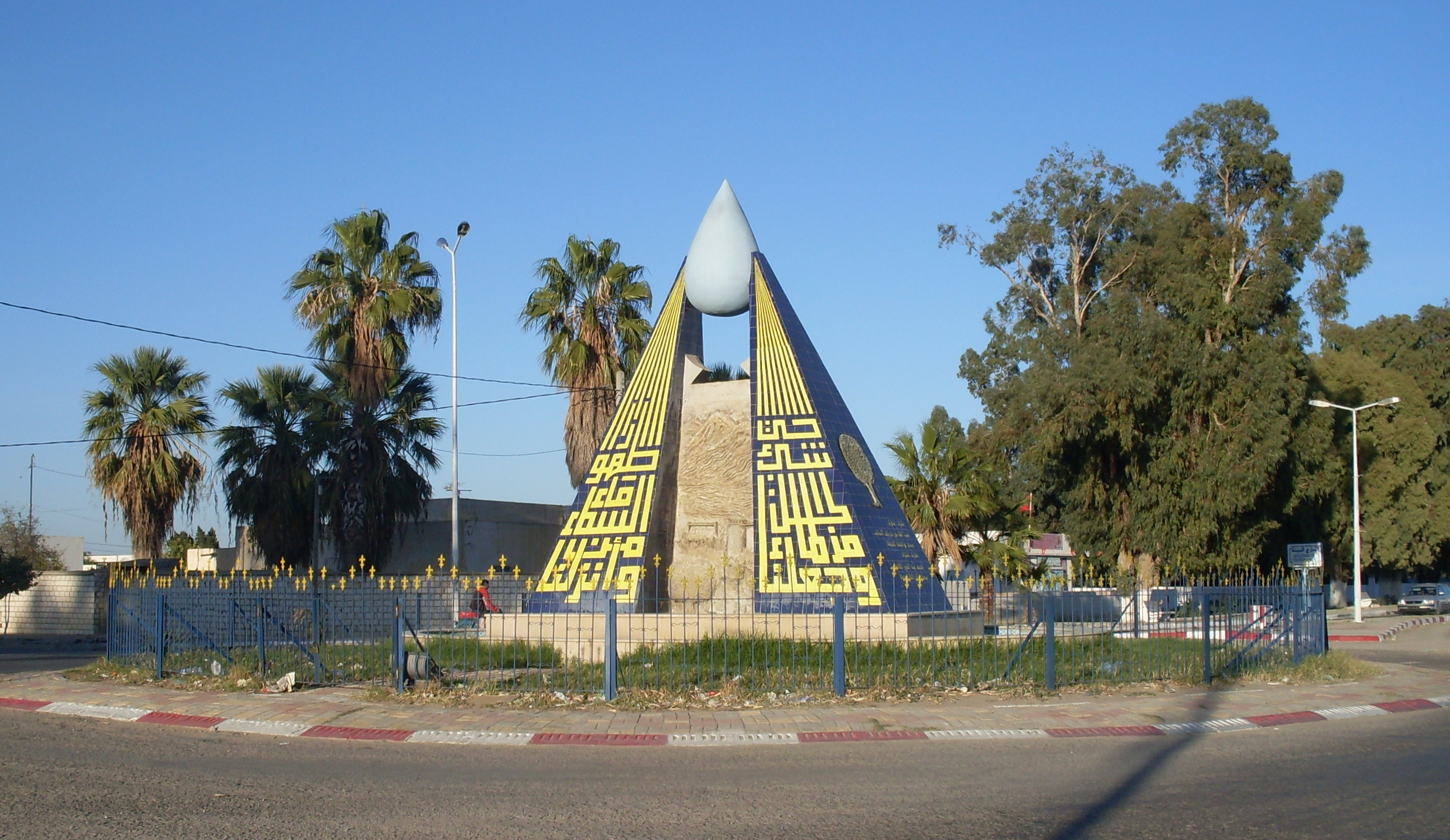
مدخل الشبيكة

الشبيكة إحدى مدن الجمهورية التونسية، تقع في ولاية القيروان.